# Бург е Комен
Бург е Комен (фр. Bourg-et-Comin) насеље је и општина у североисточној Француској у региону Пикардија, у департману Ен (Пикардија) која припада префектури Лаон.
По подацима из 2011. године у општини је живело 787 становника, а густина насељености је износила 153,71 становника/km². Општина се простире на површини од 5,12 km². Налази се на средњој надморској висини од 63 метара (максималној 170 m, а минималној 44 m).

## Демографија
| 1962. | 1968. | 1975. | 1982. | 1990. | 1999. | 2011. |
| ----- | ----- | ----- | ----- | ----- | ----- | ----- |
| 508   | 515   | 563   | 536   | 535   | 678   | 787   |

График промене броја становника у току последњих година